# Millersburg (Pennsylvanie)
Pour les articles homonymes, voir Millersburg.
Millersburg est un borough situé au nord-ouest du comté de Dauphin, en Pennsylvanie, aux États-Unis,. En 2010, il comptait une population de 2 557 habitants. Il est incorporé le 8 avril 1850.

## Démographie
Lors du recensement de 2010, le borough comptait une population de 2 557 habitants. Elle est estimée, en 2019, à 2 602 habitants.

## Personnalités
- Marvin Wolfgang (1924-1998), sociologue et criminologue américain, est né à Millersburg.